# 이재현 (극작가)
이재현(李載賢, 1940- )은 극작가이다. 평안도 평양 태생으로 경기고(京畿高)를 거쳐 서울대학교 사범대학 사회과를 졸업했다. 1965년 국립극장 현상장막극 모집에 <바꼬지>로 데뷔한 이래 <해뜨는 섬> <사할린스크의 하늘과 땅> <신시(神市)> <썰물> 등 시적이고 향수(鄕愁)의 미학을 주조한 작품을 발표하다가 다시 도시문명 속의 인간의 소외를 다른 <제10층> <엘리베이터> <몽유병 환자> 등을 발표했다.
그리고 우리 현대사 문제에도 관심을 기울여 <포로들> <하늘아 무엇을 더 말하랴> 등을 발표했는가 하면 최근에는 역사극에도 손을 대고 있다. 1973년 장충동의 신축 국립극장(國立劇場) 개관 레퍼토리인 <성웅 이순신(聖雄李舜臣)>을 비롯하여 <대한(大恨)> 등을 발표했다. 그 밖에 <꽃샘> <내 거룩한 땅에> 등의 작품들이 있다.